# El hijo fingido
El hijo fingido (dt.: „der falsche Sohn“) ist eine Zarzuela (Originalbezeichnung: „comedia lírica“) in einem Prolog und zwei Akten des spanischen Komponisten Joaquín Rodrigo nach einem spanischen Libretto von Jesús Maria de Arozamena und Victoria Kamhi nach einer Komödie von Lope de Vega. Sie wurde am 5. Dezember 1964 am Teatro de la Zarzuela in Madrid uraufgeführt.

## Gestaltung
Die Musik ruft die Atmosphäre der spanischen Renaissance, des sogenannten „Goldenen Zeitalters“ hervor. Mindestens eine Nummer basiert auf einem Gitarrenstück des Komponisten Gaspar Sanz. Die Musik ist leicht und eingängig. Sie enthält Anspielungen an andere Zarzuelas wie Amadeo Vives’ Doña Francisquita und La villana oder Gerónimo Giménez’ La tempranica. Dennoch ist der Stil Rodrigos unverkennbar.

### Struktur
Die Musiknummern tragen die folgenden Bezeichnungen:
Prolog
- Nr. 1. Obertura
- Nr. 2. Canario
- Nr. 3. Coplillas del alférez y coro: „Salen de Sanlúcar“
- Nr. 4. Dúo de Rosita y Leonardo: „Esta es, Rosita“
- Nr. 5. Dúo de Rosita y Leonardo, con coro interno: „Taquitán, mitanacuni“
- Nr. 6. Rosita y, dentro, Leonardo: „A la torre del Oro“

Erster Akt
- Nr. 7a. Introducción
- Nr. 7b. Coro en las gradas, baile y escena: „Vida bona, vida bona“
- Nr. 8. Terceto de Beltrán, Octavio y Leonardo: „¡Ah, gradas de San Felipe!“
- Nr. 9. Terceto y canción de Bárbara: „Alférez…Señora“
- Nr. 10a. Escena: „¿Qué tienes Angela bella?“
- Nr. 10b. Terceto de Angela, Leonardo y Dominga: „Aldeana cortesana“
- Nr. 11. Rigodón del ay, ay, ay.: „A bailar el au, ay, ay“
- Nr. 12. Cavaletta de Leonardo: „Mis arreos son las armas“

Zweiter Akt
- Nr. 13. Preludio
- Nr. 14. Dúo de Angela y Leonardo: „¡Mis celos echas a risa!“
- Nr. 15. Dúo de Angela y Bárbara: „¿Por qué no dejas?“
- Nr. 16. Romanza de Angela: „Mal empleados sentimientos míos“
- Nr. 17. Cuarteto cómico con Beltrán, Octavio, Leonardo y Ventura: „Soy Don Octavio Mendoza“
- Nr. 18. Ballet
- Nr. 19. Intermedio
- Nr. 20. Coro interno: „¿Dónde vas buen caballero?“
- Nr. 21. Romanza de Leonardo: „¿Dónde me encontrarás, alba?“
- Nr. 22. Canción de Angela: „Yo pagaré la posada“
- Nr. 23. Romanza de Angela: „Madre, un caballero“
- Nr. 24. Concertante: „Yo os ruego“

### Instrumentation
Die Orchesterbesetzung der Zarzuela enthält die folgenden Instrumente:
- Holzbläser: zwei Piccoloflöten, zwei Flöten, Oboe, Klarinette, Fagott
- Blechbläser: zwei Hörner, Trompete
- Pauken, Schlagzeug: kleine Trommel, Holzblock, Peitsche, Becken, Tamtam, „timbres“, Triangel, Xylophon
- Harfe
- Streicher: Violine 1, Violine 2, Bratschen, Violoncelli, Kontrabässe

## Werkgeschichte
Obwohl Joaquín Rodrigo eine Reihe von Bühnenwerken komponierte, ist El hijo fingido sein einziger Beitrag zur Gattung der Zarzuela. Sie basiert auf den Komödien ¿De cuándo acá nos vino? und Los ramilletes de Madrid des spanischen Dichters Lope de Vega. Die Librettisten Jesús Maria de Arozamena und Victoria Kamhi ließen Ort und Zeit der Handlung der Vorlage unverändert. Rodrigo schuf die Komposition in den Jahren 1955 bis 1960. Sie wurde am 5. Dezember 1964 im Teatro de la Zarzuela uraufgeführt.
Der von Amanda Holden herausgegebene Viking Opera Guide bewertet El hijo fingido folgendermaßen: „Although the work is not important in the composer’s output the lyrical beauty of the main protagonist’s three main arias is outstanding.“ („Obwohl das Werk für das Schaffen des Komponisten keine Bedeutung hat, ist die lyrische Schönheit der drei Hauptarien des wichtigsten Protagonisten herausragend.“)

## Aufnahmen
- 2000 – Miguel Roa (Dirigent), Orchester und Chor der Comunidad de Madrid.
 Miquel Ramón (Leonardo), María Rodríguez (Ángela), Lola Casariego (Doña Bárbara), María José Suarez (Rosita la Inca), María Rey-Joly (Dominga), Emilio Sánchez (Beltrán), Enrique del Portal (Don Octavio), Luis Álvarez (Don Ventura), Carlos López (Capitán Fajardo), Carmen Haro (Basilisa).
 Florence Dumont (Harfe), John Stoke (Violoncello).
 EMI Classics 5 57127 2.[2]